# Rhododendron arborescens
Rhododendron arborescens là một loài thực vật có hoa trong họ Thạch nam. Loài này được (Pursh) Torr. miêu tả khoa học đầu tiên năm 1824.

## Hình ảnh

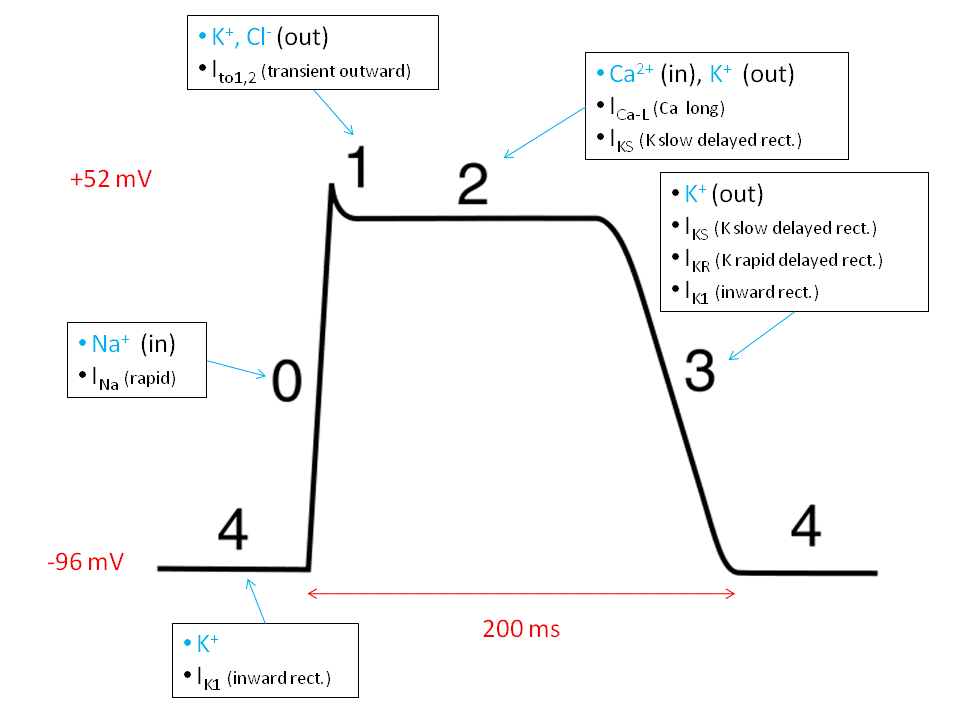
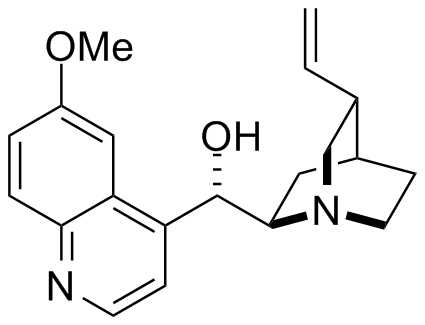
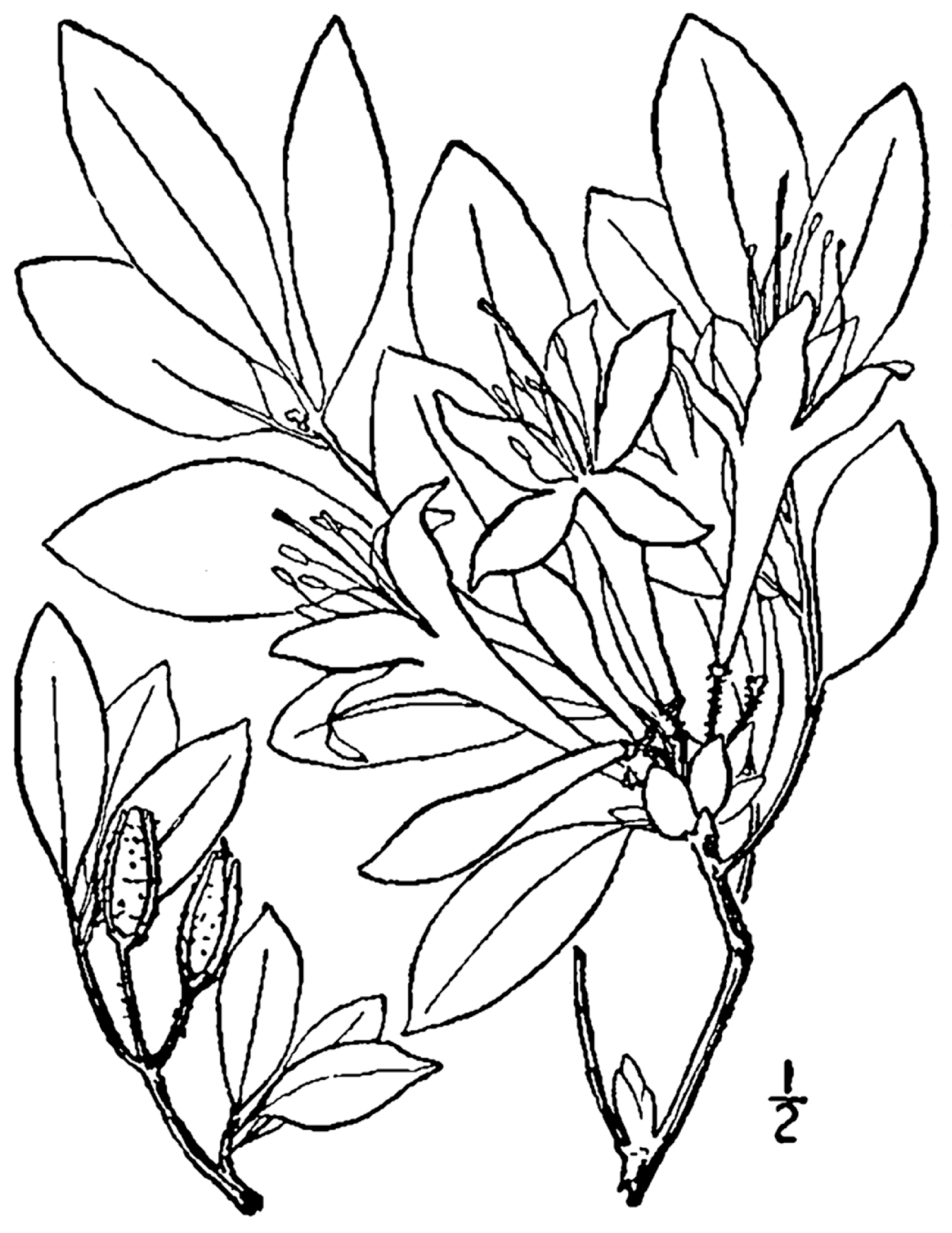